# Route européenne 27
Pour les articles homonymes, voir E27 et Route 27.
La route européenne 27 (E27) est un itinéraire du réseau routier européen reliant Belfort à Aoste en passant par Berne. Cet itinéraire passe par la France et l'Italie et traverse la Suisse.

## Tracé

### France
En France, la route européenne 27 emprunte les itinéraires suivants :
| (Auto)route | Tracé                   | Villes traversées | route européennes croisées |
| ----------- | ----------------------- | ----------------- | -------------------------- |
| A 36        | Entre Belfort et Dorans |                   | Tronc commun               |
| N 19        | Entre Dorans et Delle   |                   |                            |

### Suisse
En Suisse, la route européenne 27 emprunte les itinéraires suivants :
| (Auto)route | Tracé                                              | Villes traversées | route européennes croisées |
| ----------- | -------------------------------------------------- | ----------------- | -------------------------- |
|             | Entre Boncourt et Bienne                           | Delémont          |                            |
|             | Entre Bienne et Brugg                              |                   |                            |
|             | Entre Brugg et Urtenen-Schonbuhl                   |                   |                            |
|             | Entre Urtenen-Schonbuhl et Berne                   |                   | Tronc commun               |
|             | Entre Berne et Vevey                               | Fribourg          |                            |
|             | Entre Vevey et Martigny                            | Montreux          | Tronc commun               |
|             | Martigny                                           |                   |                            |
|             | Entre Martigny et le tunnel du Grand-Saint-Bernard |                   |                            |

### Italie
En Italie, la route européenne 27 emprunte les itinéraires suivants :
| (Auto)route | Tracé                                                   | Villes traversées | route européennes croisées |
| ----------- | ------------------------------------------------------- | ----------------- | -------------------------- |
|             | Entre le tunnel du Grand-Saint-Bernard et Saint-Léonard |                   |                            |
|             | Entre Saint-Léonard et Aoste                            |                   | à Aoste                    |

## Galerie

La route européenne 27 du nord au sud
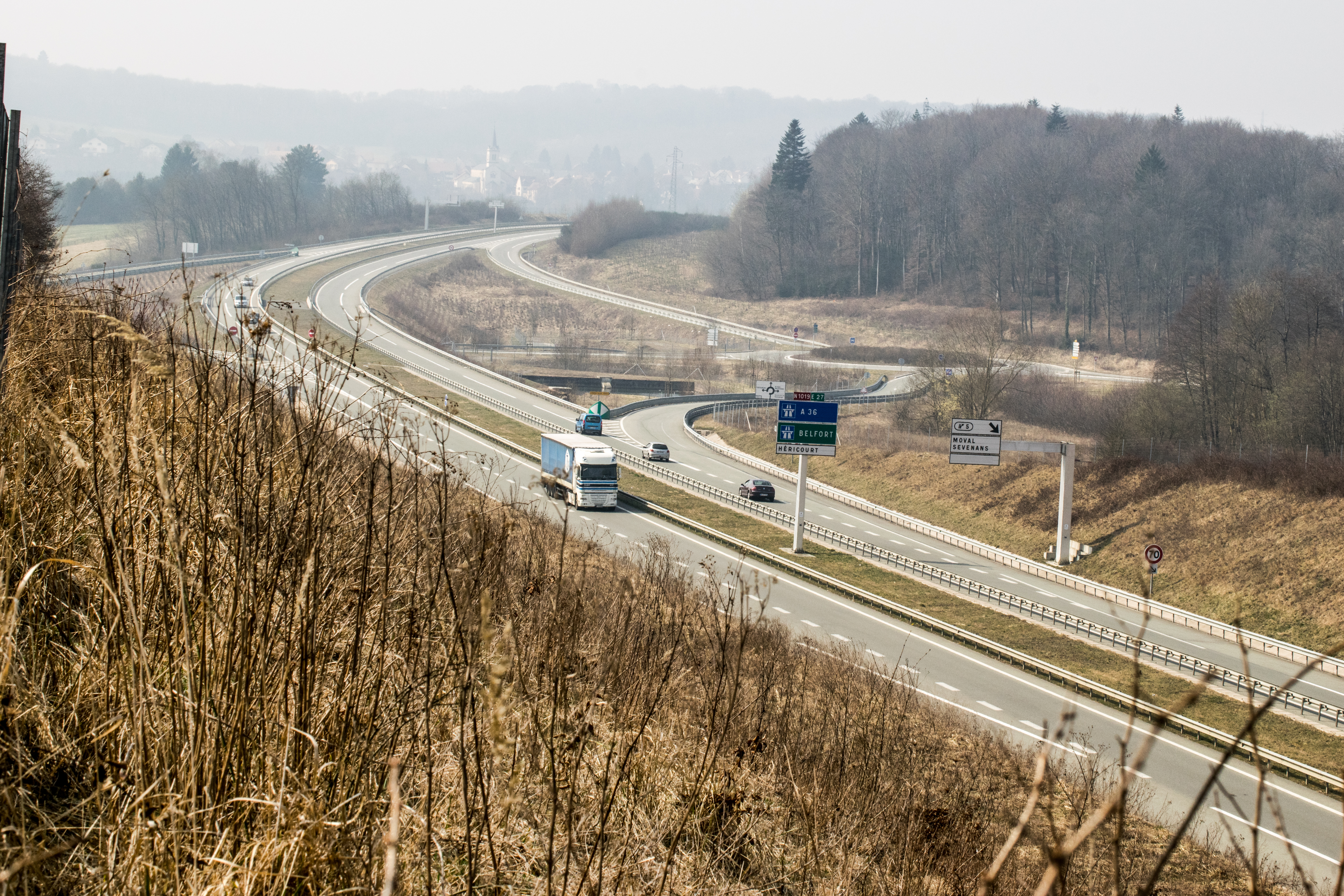
L'E27 vers Moval en France, à quelques kilomètres de son extrémité.
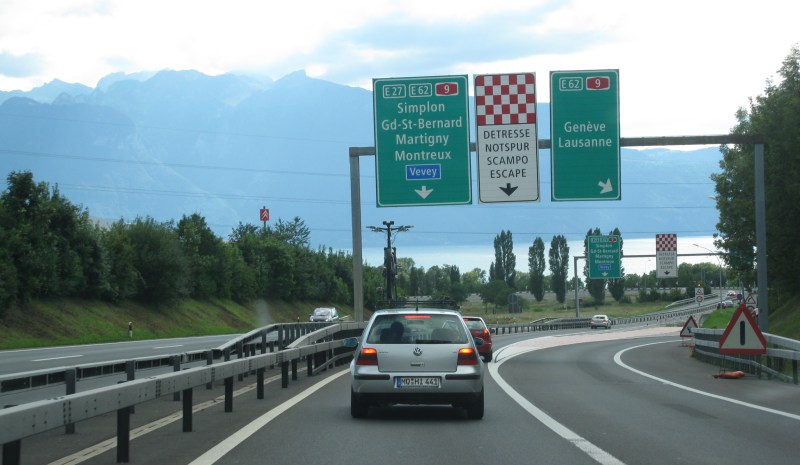
L'E27 vers Vevey en Suisse.
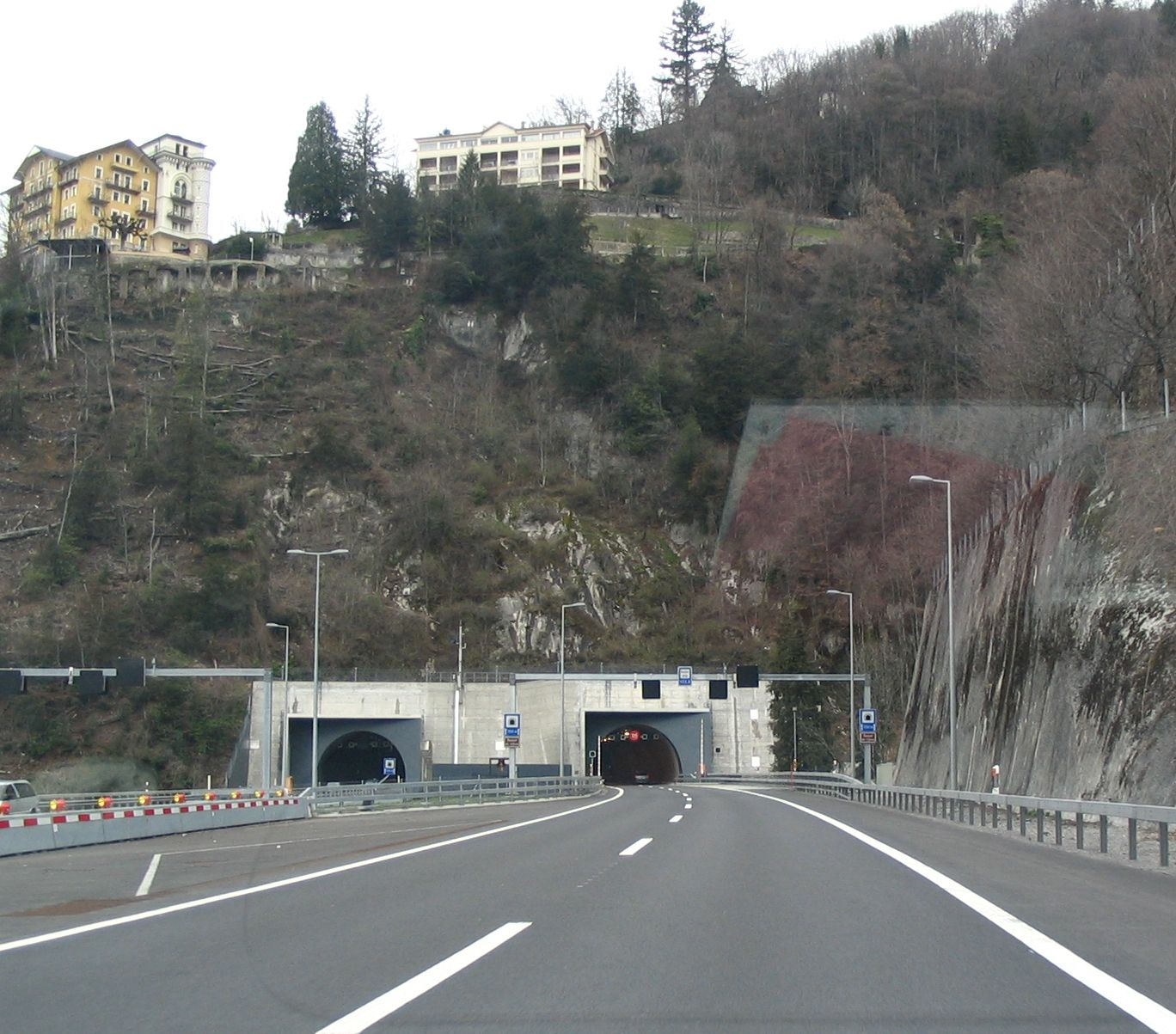
Le tunnel de Glion à proximité de Montreux (Suisse).
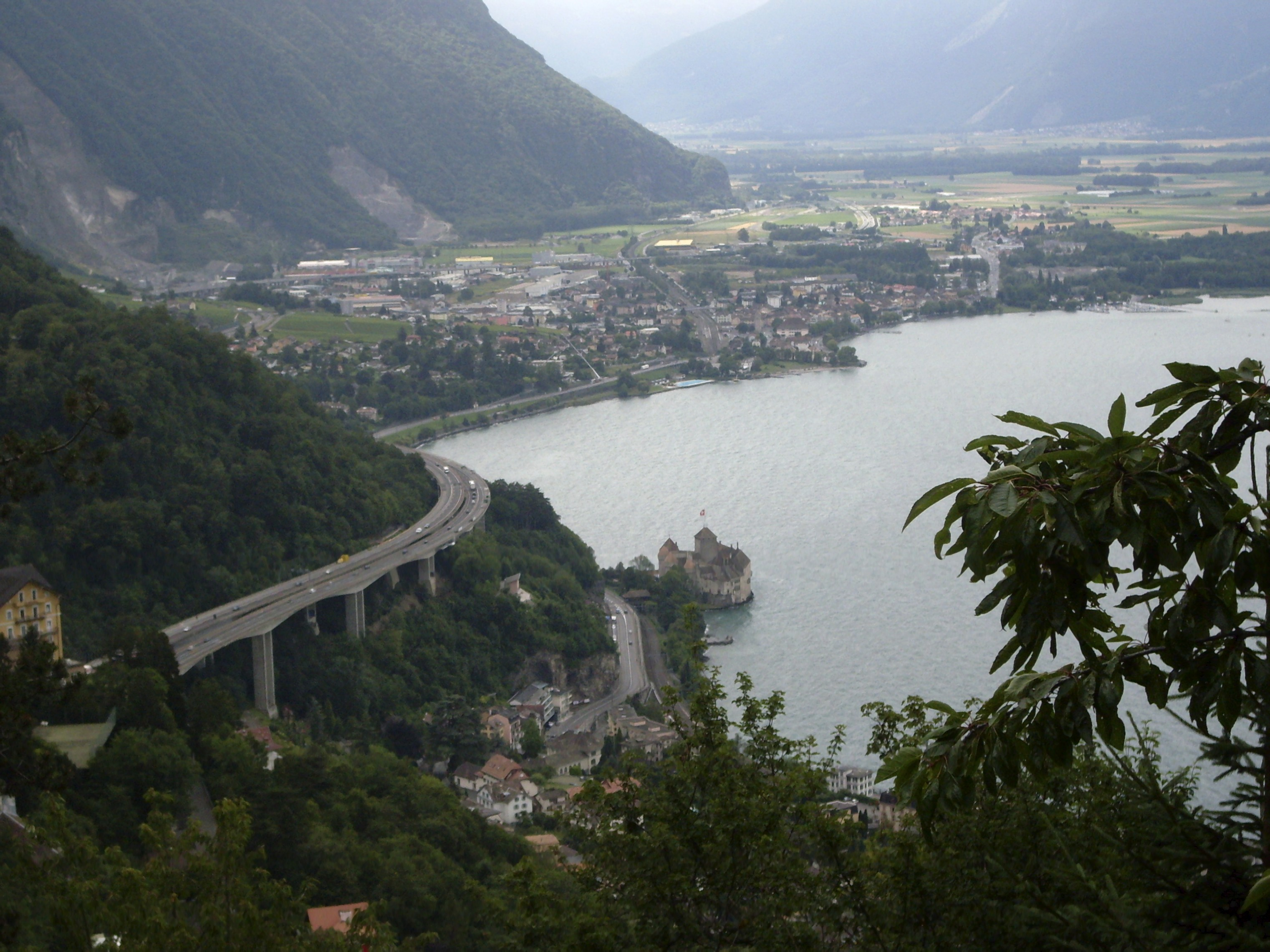
Le viaduc de Chillon entre Montreux et Villeneuve (Suisse).
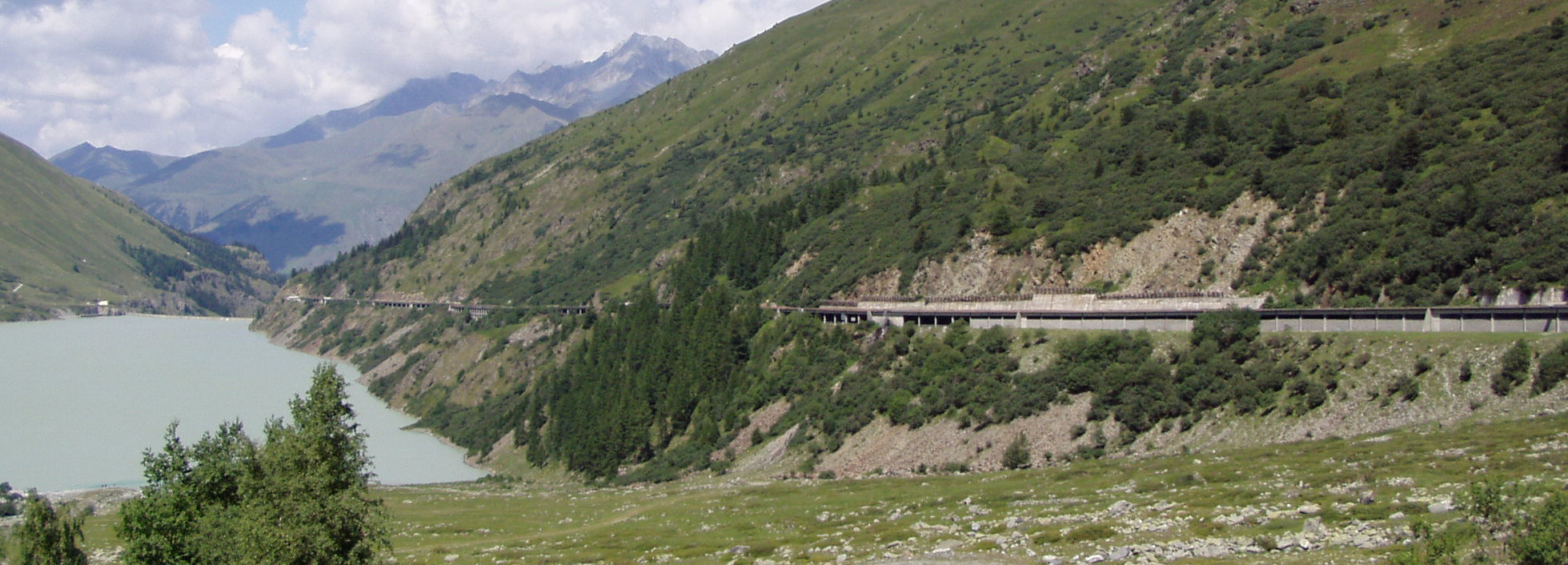
L'E27 sur le versant nord de la route du col du Grand-Saint-Bernard à proximité du tunnel (frontière entre la Suisse et l'Italie).